# Пуно
Пу́но — город на юго-востоке Перу, расположенный на берегу озера Титикака, высочайшем в мире судоходном озере, которое находится на высоте 3860 метров над уровнем моря. Город является административным центром региона Пуно.

## История
Пуно был основан в 1668 году вице-королём Педро Антонио Фернандесом де Кастро как административный центр провинции Паукарколья с названием Сан Хуан Батисто де Пуно. Позднее его переименовали в Сан Карлос де Пуно, в честь короля Карла II.

## География и климат
Пуно расположен между озером Титикака и окружающими озеро горами, в результате рост города происходит преимущественно вверх по склонам.
Пуно находится в зоне высокогорно-тропического климата, со средней дневной температурой в течение года около 15 °C, при этом температура практически никогда не поднимается выше 20 °C, зато ночью может опускаться ниже 0 °C. Большая часть осадков выпадает в течение лета южного полушария, в то время как в зимние месяцы осадков почти не бывает.
В связи с большой высотой над уровнем моря, близостью к экватору и значительным количеством ясных дней уровень инсоляции очень высок.

## Экономика
Сегодня Пуно — важный сельскохозяйственный центр, имеющий предприятия лёгкой промышленности, судостроительную верфь. Он также является конечным пунктом железной дороги Мольендо — Пуно. Через Пуно идёт значительная часть боливийских экспортно-импортных грузов. По указу президента Алана Гарсии город объявлен особой экономической зоной.

## Культура
Пуно часто называют культурной столицей Перу, благодаря богатому и разнообразному культурному наследию как индейцев, так и позднейших испанских переселенцев. Песни и танцы региона известны по всей Южной Америке. По берегам озера Титикака и на плавающих островах, построенных из тростника, живут индейцы Урос, которые частично сохранили традиции и обычаи предков. Всё это, а также озеро Титикака и великолепные горные ландшафты, привлекают в Пуно огромное количество туристов в течение года.

## Транспорт
Как и во всём Перу, основным видом междугороднего транспорта в регионе являются автобусы. Пуно также соединяется с Куско железной дорогой, по которой проходит один пассажирский поезд в день.
Ближайший к Пуно аэропорт находится в 50 километрах к северо-востоку в городе Хульяка.

## Галерея
- Карнавал в Пуно
- Карнавал в Пуно
- Центральная площадь с собором
- Берег озера Титикака
- Традиционный катамаран из камыша
- Панорама города. На заднем плане — озеро Титикака